# Asterropteryx bipunctata
Asterropteryx bipunctata és una espècie de peix de la família dels gòbids i de l'ordre dels perciformes.

## Morfologia
- Els mascles poden assolir 3,1 cm de longitud total.[4]

## Hàbitat
És un peix marí, de clima tropical i associat als esculls de corall que viu entre 12-38 m de fondària.

## Distribució geogràfica
Es troba al Pacífic occidental: des de Sabah fins a Papua Nova Guinea.

## Observacions
És inofensiu per als humans.